# شهرستان کرافورد (آیووا)
شهرستان کرافورد، آیووا (به انگلیسی: Crawford County, Iowa) شهرستانی در ایالات متحده آمریکا است که در آیووا واقع شده‌است.